# Floret
Floret (engleski: foil, francuski: fleuret) oružje je koje se koristi u sportskom mačevanju, lagani sportski mač s ravnom oštricom. 
Savitljiv je, ima pravokutni presjek i teži manje od pola kilograma. Kao i kod mača, bodovi se osvajaju samo kontaktom s vrhom, koji je, na turnirima s električnim bodovanjem, zatvoren gumbom s oprugom za signaliziranje kontakta. Uniforma mačevaoca kod floreta prekrivena je lamama (prsluk, električno ožičen za registraciju valjanih pogodaka). Floret je najčešće korišteno oružje u mačevalačkim natjecanjima.
U sportskom mačevanju natjecatelji se bore mačem, sabljom ili floretom.
Prema međunarodnim propisima utvrđene su dimenzije sve tri vrste oružja. Duljina mača je 110 cm (oštrica − 90 cm), težina do 770 g, duljina sablje do 105 cm (minimalna masa 500 g), a floret 110 cm (oštrica 90 cm, a težina do do 500 g).
Mačem se napada cijelo tijelo, sabljom samo do bokova, a floretom - prsa, trbuh i leđa. Vrhovi oružja moraju biti otupljeni ili prekriveni kuglom, a borci su zaštićeni maskom, oklopom i rukavicama.
Iako floret kao tupo oružje za vježbanje mačevanja datira još iz 16. stoljeća (primjerice, u Hamletu Shakespeare piše "neka se donesu floreti"), njegova upotreba kao sportskog oružja novijeg je datuma. Koristio se u Francuskoj kao oružje za vježbanje sredinom 18. stoljeća za vježbanje brzoga i elegantnoga mačevanja. Mačevaoci su tupili vrh omotavajući foliju oko oštrice ili pričvršćujući gumb ("cvijet", francuski fleuret) na vrh. Osim vježbanja, neki su mačevaoci skidali zaštitu i koristili oštar floret za dvoboje. Njemački studenti usvojili su praksu u akademskom mačevanju i razvili Pariser ("pariški") mali ubodni mač za Stoßmensur ("ubodni mensur").

## Galerija
- Floret
- Dijelovi floreta
- Floret "Pariser"
- Ciljna površina za natjecanje u floretu